# Historizismus (Sprachwissenschaft)
Historizismus, auch Historismus, ist ein sprachwissenschaftlicher Begriff für ein Wort, das etwas bezeichnet, das in der heutigen Welt nicht mehr existiert, z. B. Vasall, Telegraphenamt, Datasette usw. Entsprechend der Entwicklung der Welt werden auch die sie bezeichnenden Wörter oft in einem längeren Prozess zu Historizismen, gegenwärtig etwa ein Wort wie Wählscheibe. Im Unterschied zu Archaismen wie Maid, Oheim oder sintemal sind Historizismen nicht veraltet, sondern im gegenwärtigen Sprachgebrauch noch lebendig. Sie werden zwar nur in Äußerungen über die Vergangenheit benutzt und sind deshalb zum Teil nur Fachleuten (z. B. Historikern) vertraut; in dieser Verwendung gibt es jedoch, im Gegensatz zu Archaismen, keine Alternative zu den Historizismen: Für den Vasallen gibt es kein 'moderneres' Wort, hingegen wird auch im historischen Diskurs ein mittelalterliches Mädchen nicht als Maid bezeichnet.